# 应宜权
应宜权（1922年3月—2020年10月13日），曾用名应春花，女，浙江宁波人，生于上海，中华人民共和国政治人物，曾任安徽省人大常委会副主任。